# Текето
Текето (болг. Текето) — село в Болгарии. Находится в Хасковской области, входит в общину Хасково. Население составляет 457 человек.

## Политическая ситуация
В местном кметстве Текето, в состав которого входит Текето, должность кмета (старосты) исполняет Юзеир Мустафов Юсеинов (Движение за права и свободы (ДПС)) по результатам выборов правления кметства.
Кмет (мэр) общины Хасково — Георги Иванов Иванов (коалиция партий: партия «Родина», демократический союз «Радикалы») по результатам выборов в правление общины.